# Lentos Kunstmuseum Linz

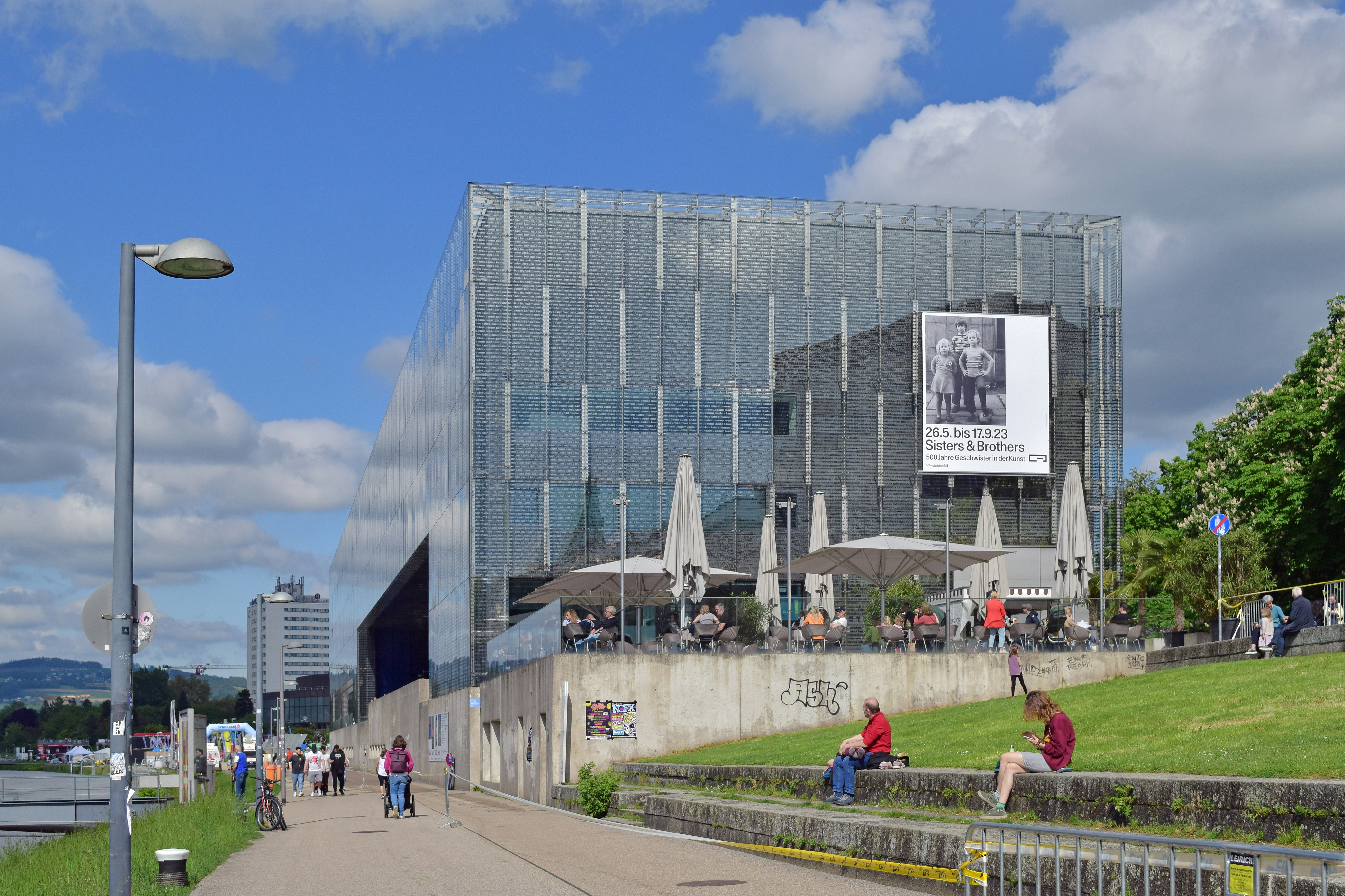
Das Lentos Kunstmuseum 2023 von der Donaulände aus gesehen

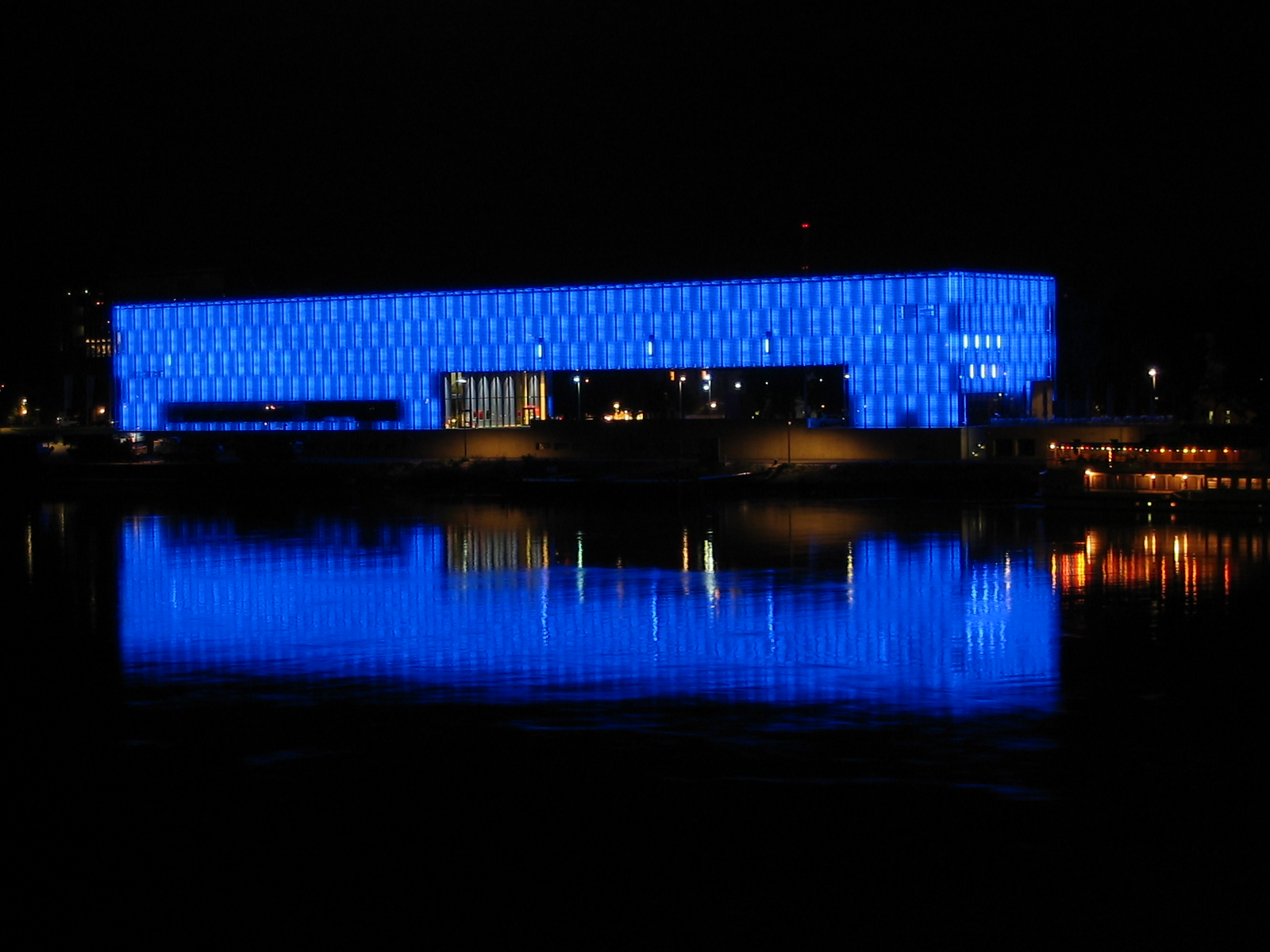
Blick von der Donau bei Nacht.

Das Lentos Kunstmuseum Linz ist ein Museum der Avantgarde in Linz. Als Nachfolgeinstitution der Neuen Galerie der Stadt Linz zählt es zu den wichtigsten Museen moderner und zeitgenössischer Kunst in Österreich. Der Name Lentos leitet sich vom keltischen Wort lentos (biegsam, gekrümmt) ab, das wahrscheinlich der ursprüngliche Name für Linz war (die Donau fließt in einer Krümmung durch das östliche Stadtgebiet).

## Geschichte

### Neue Galerie der Stadt Linz
Nach dem Zweiten Weltkrieg wurde die Neue Galerie der Stadt Linz gegründet. Die Basis bildeten 120 Kunstwerke aus der Sammlung des Berliner Kunsthändlers Wolfgang Gurlitt (1888–1965), darunter Gemälde und Grafiken von Gustav Klimt, Egon Schiele, Oskar Kokoschka, Emil Nolde, Lovis Corinth und Max Pechstein. Aufbauend auf diese Bestände entschloss sich die Stadt Linz zum Betrieb der Neuen Galerie ab 1953 als städtisches Museum. Ab 1979 war die Galerie in der zweiten Etage des Lentia 2000 untergebracht. Im Jahr 1998 beschloss die Stadt den Bau des Lentos Kunstmuseum Linz, das am 18. Mai 2003 eröffnet wurde.

### Direktoren
- 1953–1962: Wolfgang Gurlitt
- 1962–1973: Walter Kasten
- 1973–2004: Peter Baum
- 2004–2016: Stella Rollig
- 2017: Elisabeth Nowak-Thaller (interimistisch)
- seit Mai 2017: Hemma Schmutz[1][2][3]

## Architektur
Das 130 Meter lange, international beachtete Bauwerk verfügt über rund 8000 m² Nutzfläche und liegt direkt an der Donau zwischen Nibelungenbrücke und Brucknerhaus. Sein Erscheinungsbild wird weithin durch eine transparente, nachts beleuchtete Glashülle geprägt. An der Westseite des Erdgeschoßes befindet sich ein Café-Restaurant.
Der Entwurf der Zürcher Architekturbüros Weber Hofer Partner stand nach einem zweistufigen Wettbewerbsverfahren mit 219 Beiträgen am 16. November 1998 fest. Die 33 Millionen Euro Projektkosten der „Schweizer Kiste mit Durchblick“, wie der damalige Direktor Peter Baum das Konzept umriss, wurden vom Land Oberösterreich, der Stadt sowie von öffentlichen und privaten Sponsoren aufgebracht. Die Bauzeit betrug 29 Monate. Das Museum ist ein quaderförmiger Bau, der auf einer Länge von 130 Metern das Wettbewerbsgelände komplett ausfüllt; diese Architektur ist laut Architekt Jürg Weber „eine Reduktion auf das absolut Notwendigste“. Da mit einem Bau dieser geringen Höhe, so Weber weiter, kein sinnvoller Beitrag zur Stadtsilhouette möglich sei, wurde ein anderer Akzent gesetzt: ein großes Loch in der Kubatur, das sogenannte „Donaufenster“. Dieses rahmt den Ausblick auf den Stadtteil Urfahr und dem Pöstlingberg, der Gebäudeteil über dem 60 Meter breiten „Fenster“ ist als freitragende Brücke konzipiert. Durch das „eingefangene Panoramabild“ würde der Inhalt des Museums metaphorisch nach außen gekehrt. Die Fassadenverkleidung des Betonquaders bilden insgesamt 1800 Verbundsicherheitsgläser mit dem sich wiederholenden Aufdruck kunstmuseum lentos.
Die semitransparente Fassade ist eines der Gestaltungselemente der Architekten, um der optischen Schwere des Betonquaders entgegenzuwirken. Die Aufhängung der Verbundglasfassade, deren Stahlprofil über die Kanten des Gebäudes hinausragt und gemeinsam mit den je nach Lichteinfall transparenten oder reflektierenden Glasplatten ein Netz bildet, leitet optisch die Konturen des erratischen Blocks in die Umgebung über. Je nach Betrachtungsstandpunkt verschmelzen dadurch die Kanten des Gebäudes mit der Stadtsilhouette oder mit dem Himmel über Linz.
Die große Ausnehmung im Erdgeschoß (Skulpturenhalle, „Donaufenster“) ist wie die Fassade mit reflektierenden Glasplatten verkleidet. Von der Stadtseite gesehen spiegelt sich darin die Donau, vergrößert damit optisch das Fenster und induziert so eine Illusion von Transparenz und Leichtigkeit. 
Auch die transparent gestalteten Fensterbänder, knapp über dem Bodenniveau an der Nord- und Südfassade, wirken dem Eindruck von Massivität entgegen.

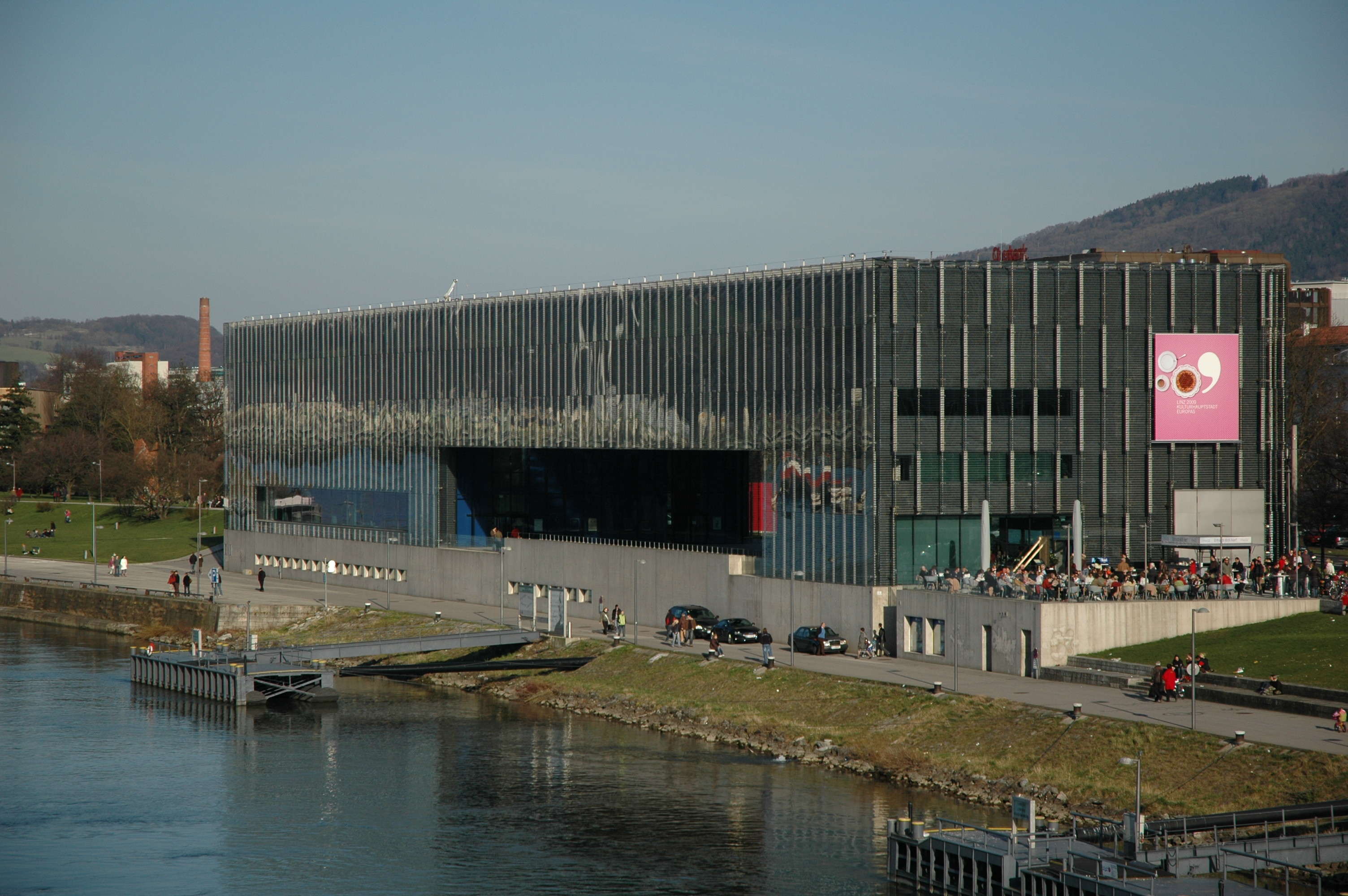
Das Lentos Kunstmuseum Linz von der Nibelungenbrücke aus gesehen, im März 2007
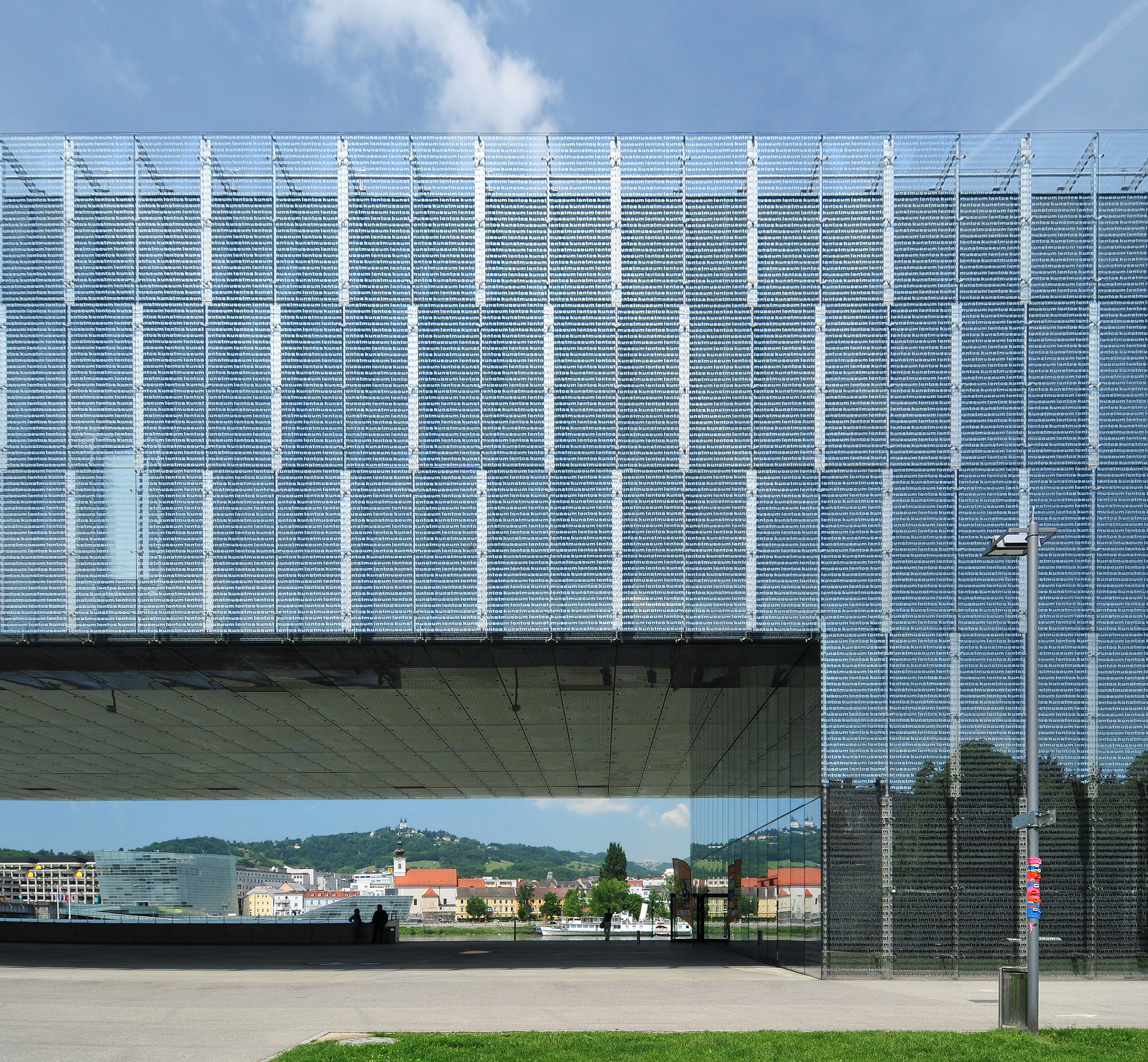
Donaufenster
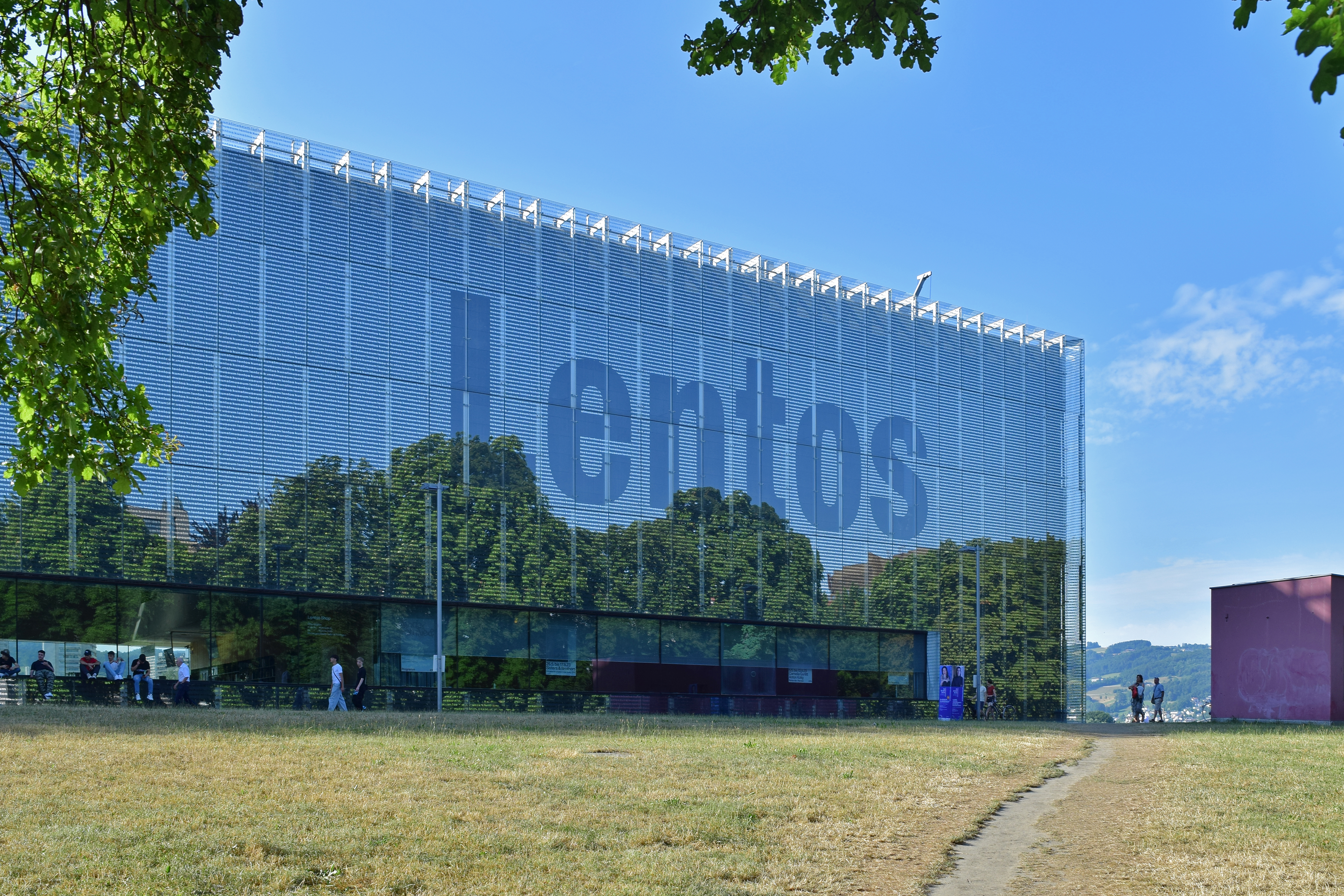
Ansicht der Straßenseite
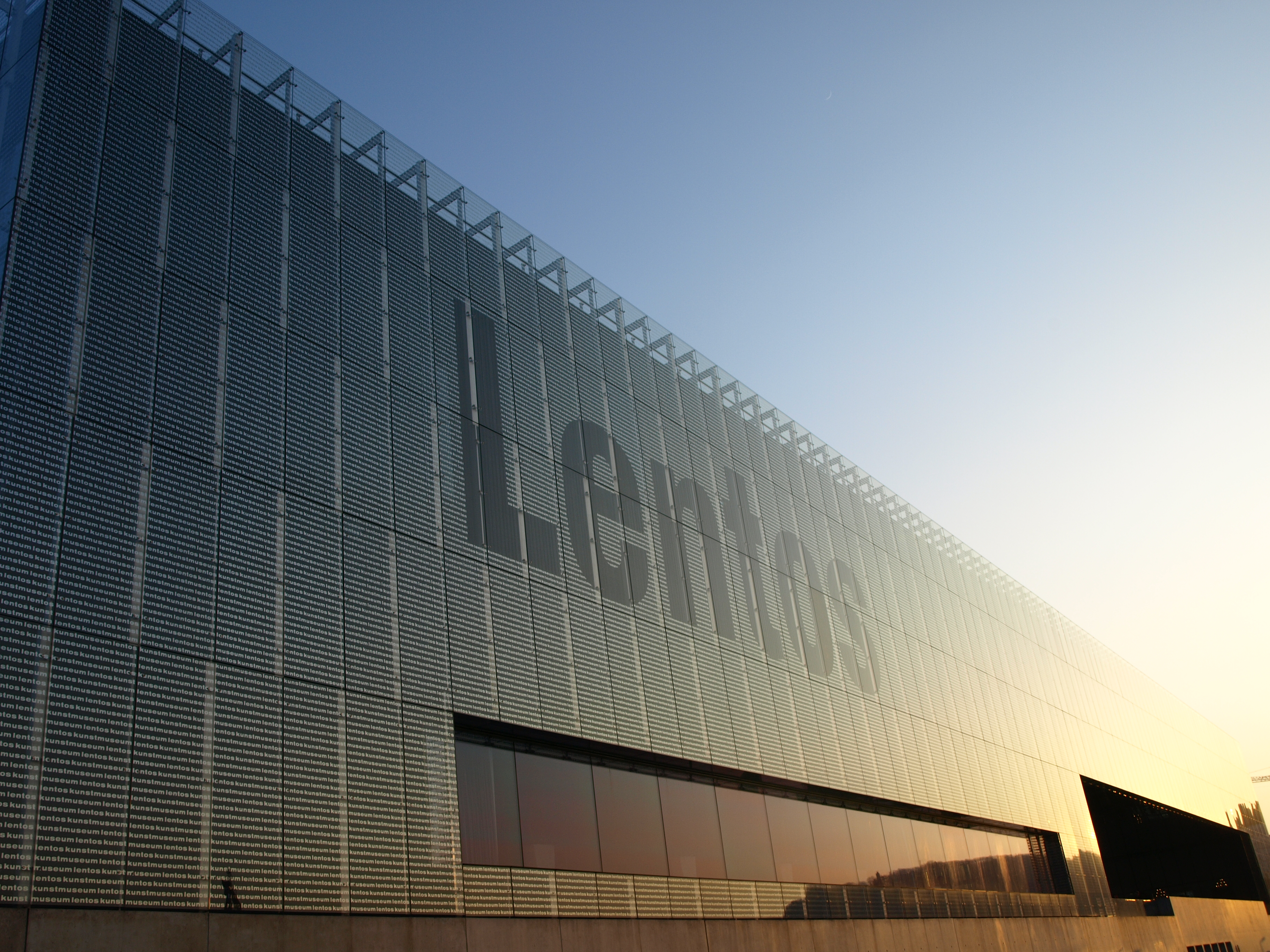
Von der Donauseite aus gesehen
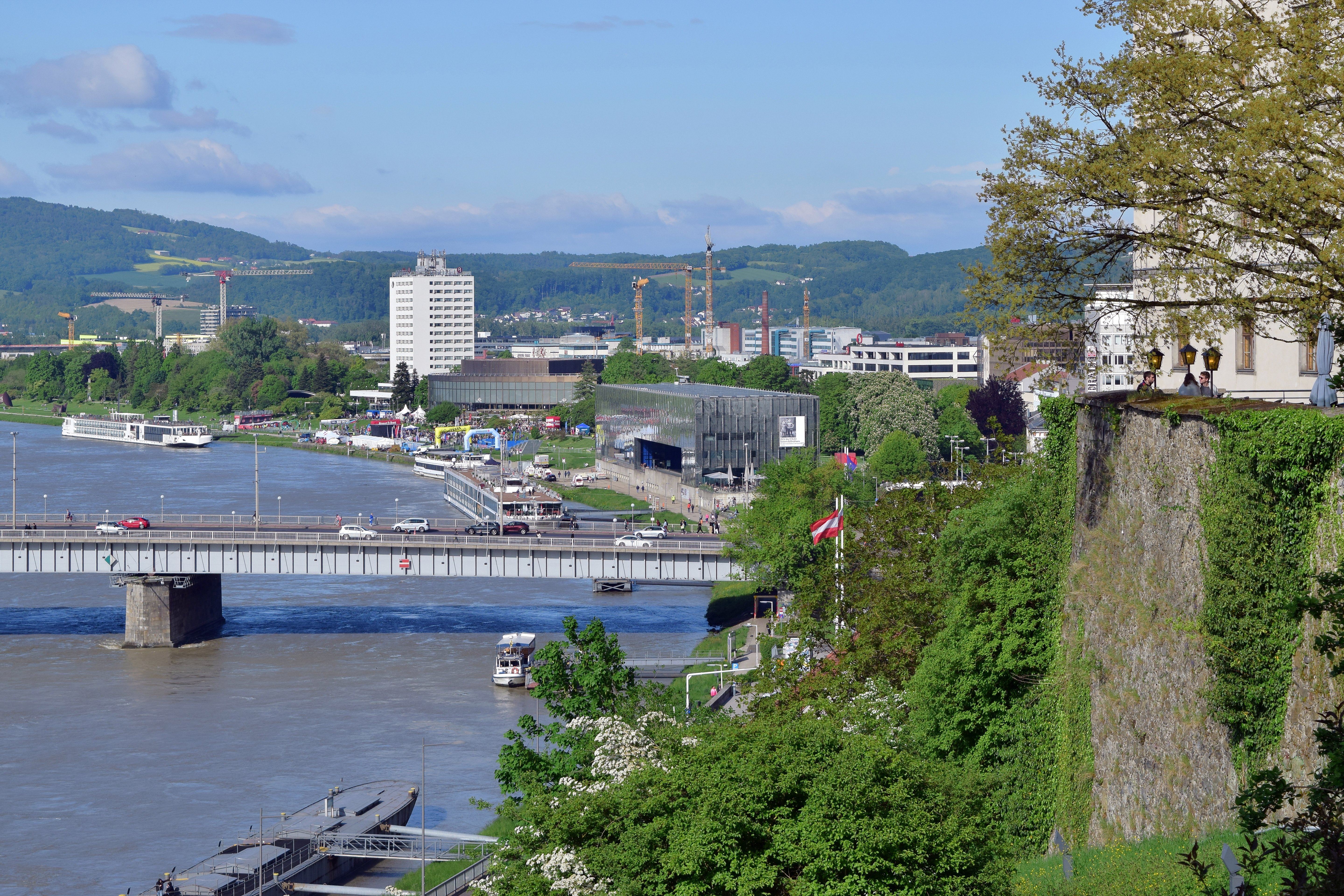
Blick vom Schloss zum Lentos Kunstmuseum

## Ausstellungen
Heute präsentiert sich das Lentos als Museum, das maßgebliche Themen und Positionen der zeitgenössischen Kunstproduktion in Bezug auf die Kunstgeschichte des 20. Jahrhunderts präsentieren und vermitteln will. Zur Veranschaulichung werden Werke und Schulen der Kunst der Moderne und ihrer Folgen gezeigt, wobei schwerpunktmäßig die eigene Sammlung in spezifischer Auswahl ins Licht gesetzt wird. Ausstellungen mit Leihgaben musealer Kunst des 20. Jahrhunderts ergänzen das Programm und vermitteln eine Genealogie der Kunst der Gegenwart.
Ein Programm an Veranstaltungen, Führungen, Workshops für Kinder und vieles mehr ergänzt die laufenden Ausstellungen.

## Sammlung

### Übersicht
Die Sammlung des Kunstmuseums umfasst etwa 1500 Werke aus den Bereichen Malerei, Skulptur und Objektkunst, mehr als 10.000 Arbeiten auf Papier und ca. 850 Fotografien, darunter wichtige Beiträge zur Entwicklung der künstlerischen Fotografie (A. Rodtschenko, Man Ray, H. Bayer).
Die frühesten Werke des Museumsfundus stammen aus der ersten Hälfte des 19. Jahrhunderts (Caspar David Friedrich, Johann Baptist Reiter). Im Bereich der klassischen Moderne verfügt das Lentos über bedeutende Gemälde von Gustav Klimt, Egon Schiele-„Vater und Sohn Bensch“, Oskar Kokoschka, Lovis Corinth und Max Pechstein. Dazu umfasst die Sammlung die Zwischenkriegszeit mit Arbeiten des deutschen und österreichischen Expressionismus und der Neuen Sachlichkeit. Die Zeit nach 1945 wird mit Werken bzw. Ensembles internationaler Kunst veranschaulicht, darunter Gemälde, Skulpturen und Grafiken von Karel Appel, Herbert Bayer, Ernst Wilhelm Nay, Andy Warhol, Keith Haring, Gottfried Helnwein, Hans Staudacher, Maria Lassnig, Markus Lüpertz, Ludwig Merwart, Arnulf Rainer, Sean Scully, Valie Export u. a. Die Bestände werden durch Ankäufe laufend ergänzt. In Wechselausstellungen werden sowohl die Sammlungsbestände, Kunst der Moderne sowie aktuelle Tendenzen der Kunst vorgestellt. In einer Datenbank sind diese Werke auch online zugänglich.

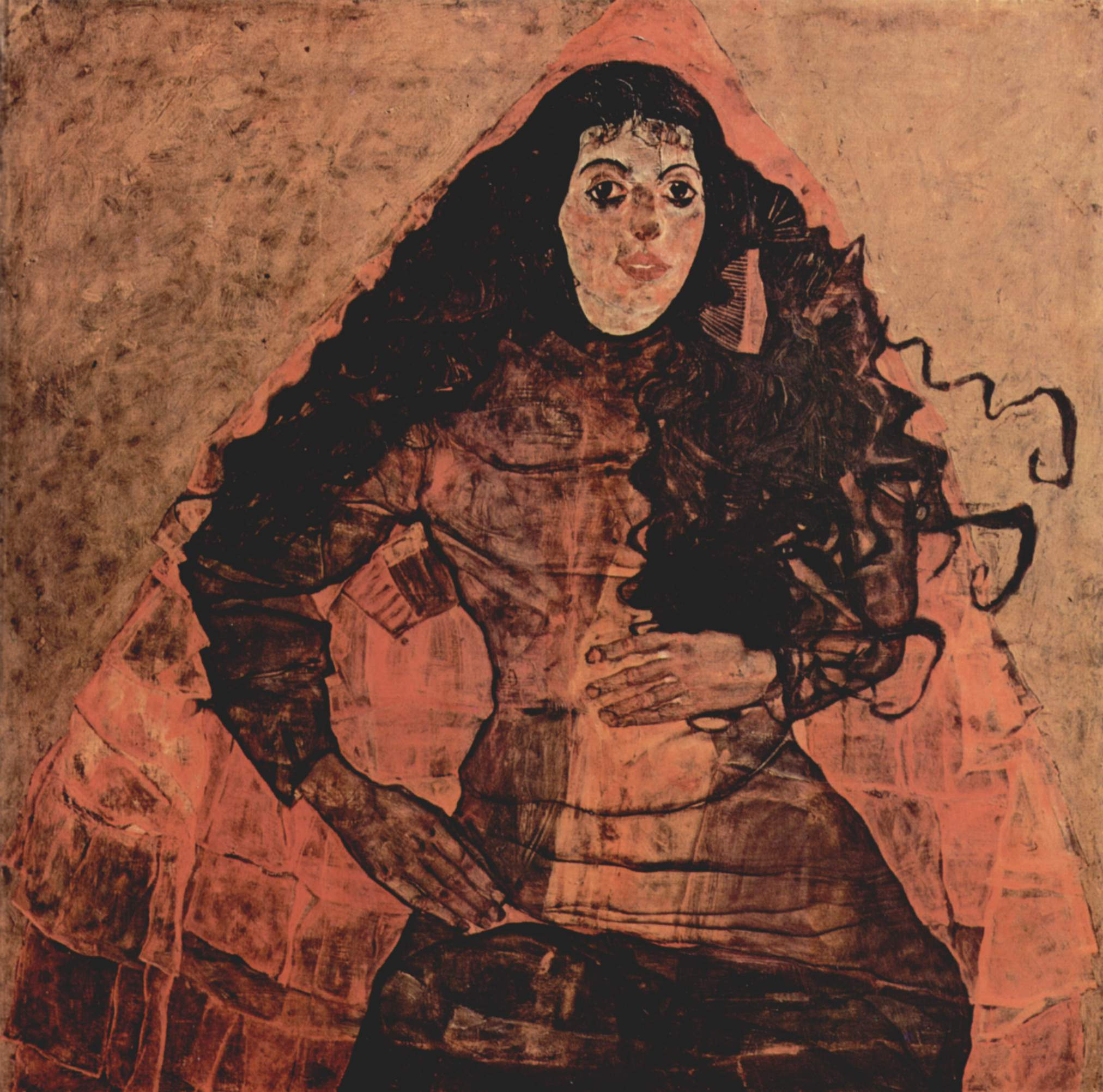
Porträt der Trude Engel (Egon Schiele, 1911)
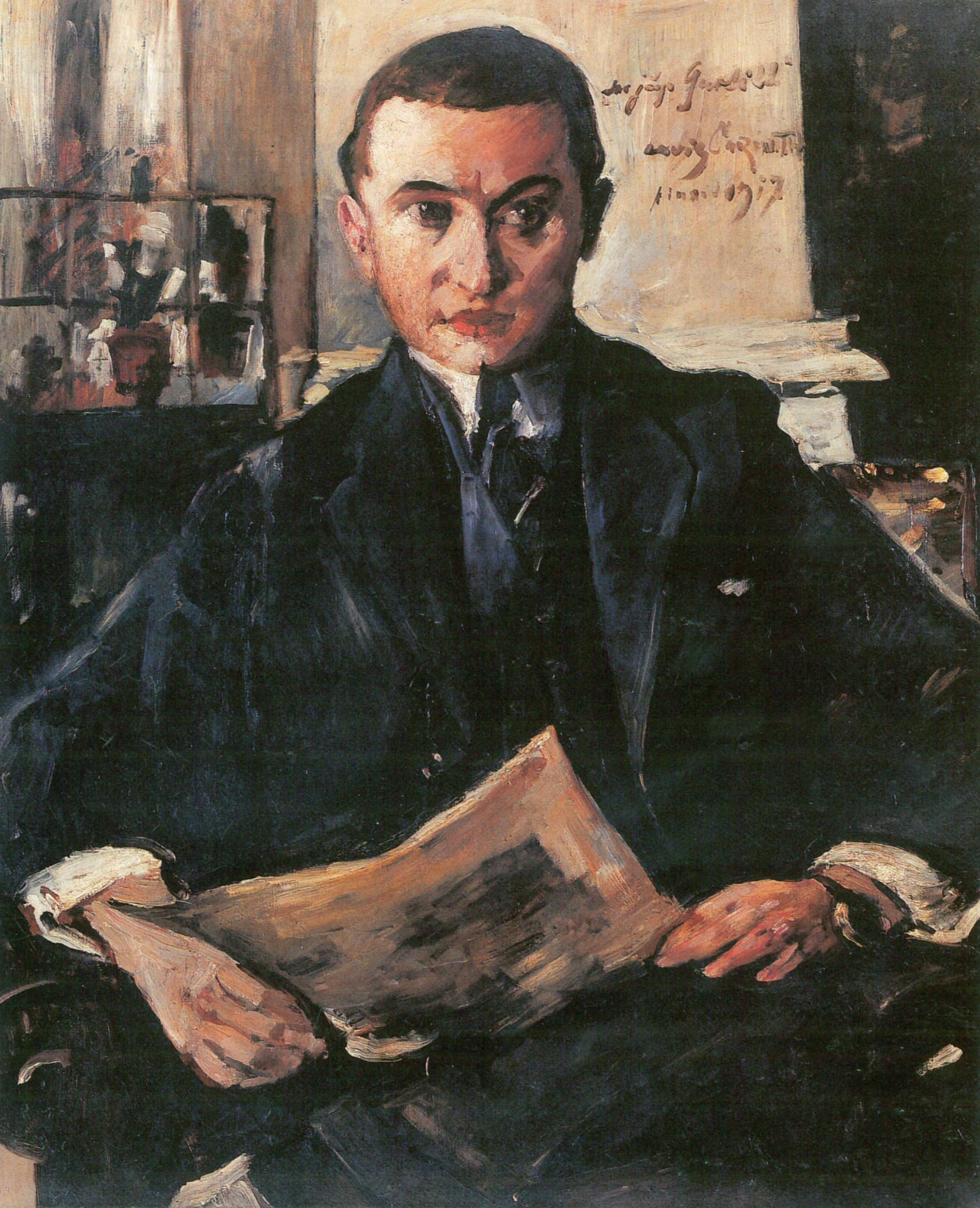
Porträt Wolfgang Gurlitt (Lovis Corinth, 1817)

### Internationalität der Skulpturen-, Plastik- und Objekt-Sammlung
Folgende internationale Künstler sind in der Skulpturen-, Plastik- und Objekt-Sammlung des Lentos Kunstmuseum Linz vertreten: Stephan Balkenhol, Ernst Barlach, Michael Buthe, Anthony Caro, Tony Cragg, Canan Dagdelen, Amadeo Gabino, Mathias Goeritz, Shirazeh Houshiary, Leiko Ikemura, Donald Judd, Jiří Kolář, Catherin Lee, Thomas Lenk, Baltasar Lobo, Claes Oldenburg, A. R. Penck, Günter Praschak, Klaus Rinke, Karl Schmidt-Rottluff, Tim Scott, Daniel Spoerri, Rini Tandon, Jan Voss, Simon Wachsmuth und Tom Wesselmann.